# Jean-Claude Pasquiez
Jean-Claude Pasquiez de son vrai nom Claude Bolle, né le 18 avril 1925, est un vulgarisateur scientifique, romancier et scénariste de bande dessinée belge francophone. Connu pour ses ouvrages de vulgarisation scientifique et ses collaborations aux journaux Spirou et Tintin.

## Biographie
Jean-Claude Pasquiez naît le 18 avril 1925,.

### Aux éditions Dupuis

#### DansSpirou(1956-1983)
En 1956, il fait son entrée au journal de Spirou avec l'écriture d'un conte intitulé Alerte ! Des rochers sur la voie ! dans le no 953 du 19 juillet 1956. De 1957 à 1983, il rédige la rubrique Le Fureteur parfois illustrée par Lagas, Francis Carin, Tome et Janry. Dès 1960, il scénarise quelques récits de la série didactique Les Belles Histoires de l'Oncle Paul pour Arthur Piroton et André Beckers notamment. Les récits dessinés par André Beckers seront compilés dans le premier tome de cette série publiée chez un petit éditeur La Vache qui Médite au tirage limité à 300 exemplaires en 2009.
De 1960 à 1961, il écrit des mini-récits autour des émetteurs-récepteurs radio illustrés par Paul Deliège ou lui-même ainsi que trois mini-récits pour Arthur Piroton.
Il participe à la rédaction de la rubrique Le Télégraphe illustrée par les membres du bureau de dessin de Dupuis.
Il tient encore La Chronique de J.C. Pasquiez présentée par Décibel illustrée par Jidéhem en 1979. Il adopte le pseudonyme de Peter Hobby pour la rubrique Chronique de Peter Hobby. Pour le dessinateur Michel Pierret, il écrit le scénario de deux court récits Dans l'univers, les soleils de Vinéa se comptent par milliards (1976) et Cher vieux phono...rétro (1977).
En 1977, il écrit Îles en détresse, une bande dessinée historique sur l'occupation allemande des îles Anglo-Normandes dessinée par Arthur Piroton qui paraît à raison de 2 à 5 planches hebdomadaires dans Spirou du no 2049 au 2059, le récit de 43 planches ne connaît pas d'album en 2023,,.

#### DansRisque-Tout
Pour cette autre publication éphémère des éditions Dupuis qu'est Risque-Tout, il contribue en livrant des articles rédactionnels des numéros 25 à 42 en 1956.

### Dans la presse française (1957-1958)
En 1957, il signe dans Fripounet des éditions Fleurus une nouvelle La Poule mouillée et il écrit un court récit pour Guy Mouminoux en 1959, ainsi qu'un autre pour le dessinateur français Pierre Koernig en 1961.
En 1958, il scénarise des 3 courts récits de 3 planches dans Cœurs vaillants dont L'Épopée de Larsen et de Nordenskjold pour le jeune Jean Giraud, récit qui sera compilé dans l'album Le Lac des émeraudes aux éditions Les Humanoïdes associés en 1981. Pour ce même périodique, il scénarise encore quatre autres courts récits l'année suivante. 

### Dans Tintin(1956-1987)
Il écrit également de manière épisodique des contes et nouvelles dans le journal Tintin de 1956 à 1959, illustrés par Dino Attanasio, Géri, Raymond Reding, Liliane et Fred Funcken. En 1968, il écrit un court récit La Traversée de Paris de 4 planches pour Sidney. En 1969, il scénarise d'autres courts récits dans la série Notre histoire vraie illustrés par Gill Van Dessel, Sidney et Hermann pour lequel il écrit Sauvé par une coquille. Ce récit est compilé dans l'album Les Dalton publié aux éditions Bédéscope en 1980 ainsi que dans l'opus 6 000 mètres publié aux éditions Gibraltar en 1993. Il contribue aussi à Tintin Sélection dans lequel il écrit des rubriques rédactionnelles et un court récit illustré par Dany. Le récit Mon patron s'appelait Edison dessiné par Charles Jarry, publié dans  Tintin en 1970 est compilé en album dans Les Grandes Victoires de l'énergie chez Publiart en 1981. Il écrit la même année un récit en 4 planches Un royaume pour de la boue pour Jean Pleyers. L'article Ce monstre aux 3 000 inventions : Edison est la dernière contribution de l'auteur à cet hebdomadaire.

### En littérature
Il écrit la nouvelle Une pierre tomba du ciel dans Fiction spécial no 18 en 1971.
Aux côtés d'Anne et Gwen Pasquiez, il s'attaque à l'écriture d'un roman Grand-mère, agent secret publié aux Éditions du Dauphin en 1972 dont l'idée originale a servi de base au scénario du feuilleton télévisé Le 16 à Kerbriant.
Avec les mêmes coauteurs, il écrit un roman de science-fiction Néant, aller - retour publié dans la collection « La Palme d'or » aux éditions Casterman en 1973. L'année suivante et toujours ensemble, ils publient La Bataille des tomates dans la même collection chez le même éditeur.

### Vulgarisateur scientifique
Il publie deux ouvrages dans la collection Merveilles de la Vie aux éditions Dupuis : Automates et robots illustré par Arthur Piroton et Jean Roba (no 16, 1960) et La Conquête des pôles, illustré par Arthur Piroton (no 20, 1961) ainsi que Le Roman des fourmis, illustré par Jamic publié chez le même éditeur en 1967.
Il écrit quatre volumes d'une série pédagogique et de vulgarisation scientifique illustrés par le dessinateur François Craenhals  dans la collection « L'Aventure de la Science », aux éditions tournaisiennes Casterman de 1973 à 1979. Les trois premiers volumes sont également illustrés par Endry,. Il publie ainsi Fantastique Atome en 1973, l'année suivante Prodigieux cosmos en collaboration avec le professeur André Koeckelenbergh docteur en sciences physiques de l'Université libre de Bruxelles, spécialisé en physique solaire. Il publie l'ouvrage Au cœur du vivant en 1977 et il collabore avec Jean Demal pour l'écriture de Fabuleuse évolution en 1979.
Il existe des traductions de ses ouvrages en langue allemande, anglaise, suédoise, néerlandaise, italienne. 

## Œuvre

### Publications

#### Romans
- Grand-mère, agent secret, Ann Pasquiez et Gwen Pasquiez, Éditions du Dauphin, Paris, 1972 (OCLC 1649827)
- Néant, aller - retour[19], Ann Pasquiez et Gwen Pasquiez, Jean-Claude Pasquiez, Casterman, coll. « La Palme d'or », 1973 (OCLC 462069486)
- La Bataille des tomates, Ann Pasquiez et Gwen Pasquiez, Jean-Claude Pasquiez, Casterman, coll. « La Palme d'or », 1974 (OCLC 461447717).

#### Nouvelles
- Une pierre tomba du ciel dans Fiction spécial no 18, 1971 : 15 récits inédits de science-fiction française, Éditions OPTA, avril 1971[17],[24].

### Livres jeunesse
- Automates et robots, (texte), avec Arthur Piroton (illustration) et Jean Roba, avec Jean-Claude Pasquiez, Dupuis, coll. « Merveilles de la Vie » no 16, 1960[5] (OCLC 493817435) ;
- La Conquête des pôles, (texte), avec Arthur Piroton (illustration), Dupuis, coll. « Merveilles de la Vie » no 20, 1961[5] (OCLC 460685666)
- Le Roman des fourmis, (texte), avec Jamic (illustration), Dupuis, 1967 (OCLC 893747374)
- Fantastique Atome, (texte), avec François Craenhals et Endry (illustration), Casterman coll. « L'Aventure de la science », Tournai, 1974 (OCLC 252024682)
- Prodigieux cosmos, (texte avec André Koecklenbergh), avec François Craenhals et Endry (illustration), Casterman  coll. « L'Aventure de la science », Tournai, 1974  (ISBN 2203146028) (OCLC 462660806)
- Au cœur du vivant, (texte), avec François Craenhals et Endry (illustration), Casterman  coll. « L'Aventure de la science », Tournai, 1977  (ISBN 2203146036) (OCLC 319877461)
- Fabuleuse évolution, (texte avec Jean Demal), avec François Craenhals (illustration), Casterman coll. « L'Aventure de la science », Tournai, 1979  (ISBN 2203146028) (OCLC 1280705249)

#### Collectifs  de bande dessinée
- Les Grandes Victoires de l'énergie[15], Publiart, Bruxelles, 1981
Scénario : Yves Duval, Pierre Step et Jean-Claude Pasquiez - Dessin : collectif - Couleurs : quadrichromie,Contient : Mon patron s'appelait Edison, récit en 4 planches dessiné par Charles Jarry.
- Le Lac des émeraudes[11], Les Humanoïdes associés, coll. « Grafica », Paris, 1981
Scénario : collectif dont Jean-Claude Pasquiez - Dessin : Jean Giraud - Couleurs : quadrichromie -  (ISBN 2-7316-0097-7),Contient : le court récit L'Épopée de Larsen et de Nordenskjold. Réédition en 2019  (ISBN 978-2-7316-2926-2).
- 62. Les Meilleurs récits de...Sidney , Éditions Hibou, coll. « Les meilleurs récits de… », 27 décembre 2023
Scénario : Collectif - Dessin : Sidney - Couleurs : quadrichromie -  (ISBN 978-2-87453-166-8),Contient : La Traversée de Paris dans Tintin en 1968 et San Francisco engloutie dans Tintin en 1970. Tirage limité de 300 exemplaires.

### Revues et journaux

#### Spirou
- Mini-récits
- 3. La Loco emballée[25], Dupuis, Marcinelle, 28 janvier 1960
Scénario et dessin : Jean-Claude Pasquiez - Couleurs : quadrichromie,Mini-roman illustré. Supplément au Spirou no 1137 du 28 janvier 1960
- 9. En une heure, construisez votre récepteur[26], Dupuis, Marcinelle, 28 janvier 1960
Scénario : Jean-Claude Pasquiez - Dessin : Jean-Claude Pasquiez, Paul Deliège - Couleurs : quadrichromie,Supplément au Spirou no 1143 du 10 mars 1960
- 18. Le Naufrage du grand bathyscaphe[27], Dupuis, Marcinelle, 19 mai 1960
Scénario : Jean-Claude Pasquiez - Dessin : Arthur Piroton - Couleurs : quadrichromie,Supplément au Spirou no 1153 du 19 mai 1960
- 34. Le Vent appelle au secours[28], Dupuis, Marcinelle, 22 septembre 1960
Scénario : Jean-Claude Pasquiez - Dessin : Arthur Piroton - Couleurs : quadrichromie,Supplément au Spirou no 1171 du 22 septembre 1960
- 51. Angoisse par 88 degrés 7' 10[29], Dupuis, Marcinelle, 16 février 1961
Scénario : Jean-Claude Pasquiez - Dessin : Arthur Piroton - Couleurs : quadrichromie,Supplément au Spirou no 1192 du 16 février 1961
- 63. Faites vous-même votre récepteur ondes courtes[30], Dupuis, Marcinelle, 25 mai 1961
Scénario : Jean-Claude Pasquiez et M. Lecerf - Dessin : Jean-Claude Pasquiez - Couleurs : quadrichromie,Supplément au Spirou no 1206 du 25 mai 1961
- 67. Votre émetteur ondes courtes[31], Dupuis, Marcinelle, 22 juin 1961
Scénario : Jean-Claude Pasquiez et M. Lecerf - Dessin : Jean-Claude Pasquiez - Couleurs : quadrichromie,Supplément au Spirou no 1210 du 25 mai 1961

Supplément
- Le Train en l'an 2000[32], Dupuis, Marcinelle, 28 septembre 1967
Scénario et dessin : Jean-Claude Pasquiez - Couleurs : quadrichromie,Supplément au Spirou no 1537 du 28 septembre 1967

### Scénario de série télévisée
- Le 16 à Kerbriant[18] de Michel Wyn avec Ann Pasquiez et Gwen Pasquiez (1972).

## Postérité
En 1958, le peintre belge Serge Wollner dresse le portrait au lavis de tête et de face de Claude Bolle décrit comme orientaliste, bibliothécaire et Le Fureteur du périodique pour enfants Spirou.

#### Livres
: document utilisé comme source pour la rédaction de cet article.
- Jean Van Hamme, Introduction à la bande dessinée belge, Bruxelles, Bibliothèque royale de Belgique, 1968, 80 p., ill. ; 26 cm (lire en ligne), p. 39[catalogue] publié à l'occasion de l'exposition La bande dessinée en Belgique, Bibliothèque Albert Ier, [Bruxelles], du 29 juin au 25 août 1968.
- Philippe Mellot, Michel Denni, Laurent Turpin et Isabelle Morzadec, Trésors de la bande dessinée : BDM 2023-2024 - Catalogue encyclopédique et Argus, Paris, Les Arènes, novembre 2022, 23e éd., 1677 p., ill. ; 23 cm (ISBN 9791037507280, OCLC 1351462460, présentation en ligne), p. 261. .